# Hrasdan (Fluss)
Der Hrasdan (armenisch Հրազդան, wissenschaftliche Transliteration Hrazdan, IPA: [həɾɑz'dɑn]) ist ein linker Nebenfluss des Aras in Armenien.
Der Hrasdan bildet den nordwestlichen Abfluss des Sewansees, unweit der Stadt Sewan. Er fließt zunächst rund 30 km nach Nordwesten, dann nach Südosten zur Stadt Hrasdan und schließlich nach Südwesten durch die armenische Hauptstadt Jerewan in den Arax. Seine Gesamtlänge beträgt 141 km.
Zwischen 1932 und 1962 wurde eine Kaskade aus sechs Wasserkraftwerken errichtet. In Jerewan verläuft die 2,1 km lange Kindereisenbahn Jerewan in der Schlucht des Flusses.